# 卡拉馬助夫兄弟們 (日本電視劇)
《卡拉马佐夫兄弟》（日语：／）是2013年1月12日開始每週星期六23:15 - 23:55（日本時間）在富士電視台系列「週六電視劇」時段播出的電視連續劇。

## 概要
卡拉馬佐夫的“偶合家庭”的崩壞歷史，投影19世紀下半葉俄國社會在資本主義和金錢勢力沖擊下發生悲劇的縮影。卡拉馬佐夫年輕時是寄食於富豪世家的丑角，後來使用不正當的手段起家，晚年成了富豪。他貪婪陰險，性情暴戾，迷戀女色，曾娶過兩次妻，一個逃亡，另一個被他折磨致死。所生的三個兒子也都被他棄置不顧，孩子們長大後都憎恨父親，並且為爭奪財產和女人而明爭暗鬥。
本劇將把舞台改為現代日本，以地方都市的殺人事件構成三部曲，第一部為直至命案發生之日兄弟三人對父親浮現的不同殺意，第二部為命案發生當日，第三部為調查至判決產生不同的關係及事件的真相。

## 內容
三個兄弟分別是次子黑澤勳（市原隼人飾），是本劇的主角，在一流大學法學部畢業，表面纖細，充滿理性，內心卻蘊含著既感傷又困惑為兄弟中最黑暗的一人。長男黑澤滿（齋藤工飾）母親和其他兩個兄弟不同，喜歡縱情，聲色犬馬的他在失業中無所事事，可說是個二世祖。三男黑澤涼（林遣都飾）是以精神科醫生為目標的醫大生，是兄弟中最正面為整個困局帶來希望，其父親文藏由吉田鋼太郎演出，此外還會有糾纏於長男和次男的女子，文藏的秘書及執事等人登場。

## 登場人物

### 黑澤家
黑澤勳 (26) - 市原隼人
黑澤滿 (29) - 齋藤工
黑澤涼 (22) - 林遣都
末松進- 松下洸平
小栗晃一  - 渡邊憲吉
黑澤詩織  - 安藤櫻
黑澤文藏  - 吉田鋼太郎

### 其他
遠藤加奈子 - 高梨臨 
園田志朗 - 小野寺昭
吉岡久留美  - 芳賀優里亞
刑事 - 瀧藤賢一

## 製作人員
- 原作 - 費奧多爾·陀思妥耶夫斯基
- 脚本 - 旺季志ずか
- 音樂 - 羽深由理
- 演出 - 都築淳一、佐藤源太、村上正典
- 制作：富士電視台
- 制作著作：共同電視

## 放送紀錄
| 各集                                          | 放送日         | 副標題                    | 編劇   | 導演     | 收視率 |
| --------------------------------------------- | -------------- | ------------------------- | ------ | -------- | ------ |
| 第1集                                         | 2013年01月12日 | 〜汚れた血族〜            | 旺季靜 | 都築淳一 | 07.4%  |
| 第2話                                         | 2013年01月19日 | 〜次男・勲 侵された魂〜   | 旺季靜 | 都築淳一 | 07.3%  |
| 第3話                                         | 2013年01月26日 | 〜長男・満 棄てられた犬〜 | 旺季靜 | 佐藤源太 | 08.5%  |
| 第4話                                         | 2013年02月02日 | 〜三男・涼 奪われた我〜   | 旺季靜 | 村上正典 | 06.4%  |
| 第5話                                         | 2013年02月09日 | 〜剥がれる仮面〜          | 武井彩 | 都築淳一 | 06.3%  |
| 第6話                                         | 2013年02月16日 | 〜死を刻む砂音〜          | 武井彩 | 佐藤源太 | 06.5%  |
| 第7話                                         | 2013年02月23日 | 〜黒く潰された空白〜      | 旺季靜 | 村上正典 | 05.0%  |
| 第8話                                         | 2013年03月02日 | 〜断ち切れない鎖〜        | 旺季靜 | 都築淳一 | 05.6%  |
| 第9話                                         | 2013年03月09日 | 〜引き裂かれた果てに〜    | 旺季靜 | 佐藤源太 | 04.4%  |
| 第10話                                        | 2013年03月16日 | 〜顔の無い仔〜            | 武井彩 | 村上正典 | 05.1%  |
| 最終話                                        | 2013年03月23日 | 〜真実の色〜              | 旺季靜 | 都築淳一 | 06.3%  |
| 平均收視率 （關東地區・Video Research社調查） |                |                           |        |          |        |

## 外部連結
- （日語）卡拉馬助夫兄弟們
- （简体中文）卡拉马佐夫兄弟

| 富士電視台系列 週六電視劇             | 富士電視台系列 週六電視劇                  | 富士電視台系列 週六電視劇 |
| ------------------------------------- | ------------------------------------------ | ------------------------- |
|                                       | 卡拉馬助夫兄弟們 （2013.1.12 - 2013.3.23） |                           |
| 高中入学考 （2012.10.6 - 2012.12.29） | 被搞錯的男人 （2013.4.13 - 2013.6.）       |                           |